# Ајн Геним
Ајн Геним (хебр. עין גנים) био је први „мошав по'алим“ („раднички мошав“ , מוֹשָׁב) а да је у оквирима данашњег Израела.
Мошав је основан 1908. године у близини Петах Тикве од стране чланова Друге Алије и добио је име по левитском граду Ајн Гениму, поменутом у књизи Исуса Навина 21:29. Мошав поалим је био покушај комбиновања пољопривреде и градског рада (покрет баштенских градова). Поред рада у граду, породице су добијале земљу за обрађивање малих кухињских башта. Мошав поалим се разликовао по приступу од мошава овдима („радничког мошава“): није био заснован на колективној идеологији или насељавању националног земљишта.
Према попису из 1931. године, Ејн Ганим је имао 335 Јевреја, у 77 кућа.
Године 1939, Ајн Геним је званично постао насеље Петах Тикве.

## Познати становници
- Генерал Моше Пелед је рођен у овом насељу.